# Ópera Lírica de Chicago

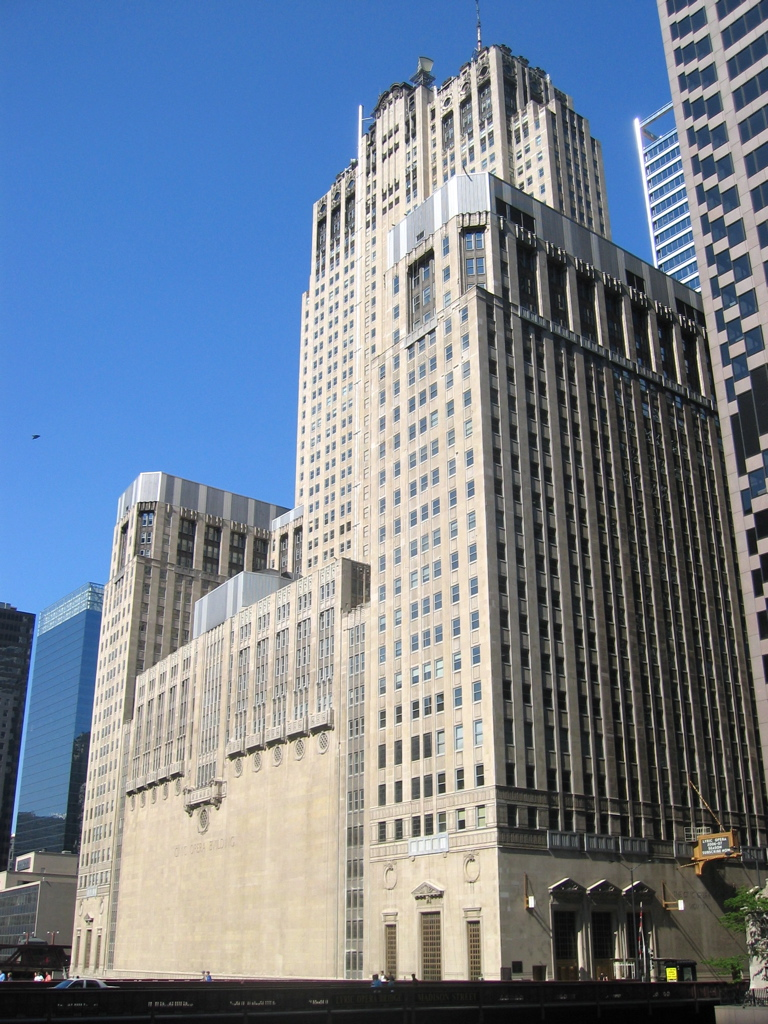
Exterior da Civic Opera House, sede da Ópera Lírica de Chicago.

A Ópera Lírica de Chicago (em inglês:  Lyric Opera of Chicago) é uma das maiores companhias de ópera dos Estados Unidos. Fundada em 1952 em Chicago, Illinois, Estados Unidos, sob o nome de Teatro Lírico de Chicago, por Carol Fox, Nicolà Rescigno e Lawrence Kelly, teve Maria Callas interpretando Norma em sua temporada de estreia. A companhia foi reorganizada em 1956 por Carol Fox.
Em audições para o repertório operístico, a companhia também apresenta trabalhos contemporâneos. Recentes produções incluíram The Great Gatsby, de Harbison (2000 e 2001), Street Scene, de Kurt Weill (2001 e 2002), Sweeney Todd, de Stephen Sondheim (2002 e 2003) e Doctor Atomic, de John Adams. O compositor William Bolcom escreveu muitos trabalhos para a companhia.
William Mason é o atual diretor-geral da Ópera Lírica de Chicago, uma posição que ocupa desde 1997. Mason está com a companhia a quarenta anos e sucedeu Ardis Krainik. Sir Andrew Davis é o diretor musical e principal maestro, posto que ocupa desde Setembro de 2000.